# Дженніфер Лав Г'юїтт
Дженніфер Лав Г'ю́їтт (англ. Jennifer Love Hewitt; нар. 21 лютого 1979, Вако, Техас, США) — американська акторка, співачка, авторка пісень, танцюристка, сценаристка, продюсерка, режисерка. Виконала ролі Сари Рівз в телесеріалі «Чудова п'ятірка» (1995–-1999), Джулії Джеймс у фільмі «Я знаю, що ви скоїли минулого літа» і в його продовженні, а також Мелінди Гордон у телесеріалі «Та, що говорить з привидами». Її сингл «How Do I Deal» досяг 26 місця в американських хіт-парадах.

## Біографія
Народилася 21 лютого 1979 року у місті Вако, штат Техас, у сім'ї Герберта Денієла Г'юїтта і Патрісії Мей Шіпп (які мають в основному англійські корені). Першим ім'ям Дженніфер її назвав восьмирічний брат на честь своєї подруги, а середнє ім'я «Лав» дала мати на честь своєї подруги по коледжу.
В 1987 році сім'я переїхала в Гарленд, штат Техас. Батько працював техніком, а мати лікувала патології мови. Дженніфер росла в Харкер-Хайтс. Після розлучення батьків вона разом з братом Тоддом Г'юїттом залишилася з матір'ю.

### Рання кар'єра
У дитинстві Г'юїтт займалася музикою, яка і призвела її в індустрію розваг. У три роки на виставці худоби вона співала пісню «The Greatest Love of All» (з репертуару Вітні Г'юстон). Наступного року в ресторані й за сумісництвом танцювальному залі Дженніфер виконувала перед аудиторією свою версію відомої кантрі-балади Кріса Крістоферсона «Help Me Make It Through the Night». До п'яти років Г'юїтт мала у послужному списку закінчені класи чечітки та балету. У дев'ять років входила до «Техаської шоу-групи» (відвідувала з гастролями в тому числі й СРСР). У десятирічному віці, за порадою агентів з пошуку талантів, Дженніфер з матір'ю переїхала в Лос-Анджелес, штат Каліфорнія, щоб там продовжувати акторську і музичну кар'єру.
Після переїзду до Лос-Анджелесу Г'юїтт знялася у понад 20 телевізійних рекламних роликах. Прорив у її акторській кар'єрі стався із запрошенням до дитячого телешоу «Kids Incorporated», у якому вона брала участь з 1989 по 1991 роки. В 1992 року в пілотному випуску серіалу «Running Wilde», що так і не вийшов на NBC, Дженніфер виконала роль дочки журналіста і шукача пригод, якого зіграв Пірс Броснан. Після участі в кількох нетривких телесеріалах Г'юїтт отримала зоряну роль Сари Рівз у популярному шоу каналу Fox, «Вечірка на п'ятьох» (1995-1999), в якому з'явилася у другому сезоні. Ту ж роль вона відіграла і в продовженні серіалу, названому «Час твого життя» (1999), в якому виступила співпродюсеркою. Але цей серіал проіснував всього пів сезону.

### Акторська і музична кар'єра
Кінодебют Г'юїтт відбувся в незалежному фільмі 1992 року «Манчі». Кінозіркою вона стала після провідної ролі у фільмі жахів «Я знаю, що ви скоїли минулого літа» (1997). Фільм зібрав у прокаті по всьому світу 125 млн доларів і зробив її однією з найпопулярніших молодих акторок Америки. Також вона знялася у продовженні цього фільму «Я досі знаю, що ви скоїли минулого літа» (1998), в молодіжній комедії «Не можу дочекатися» (1998) і в хітовій романтичній комедії «Серцеїдки» (2001), де другу провідну роль виконала Сігурні Вівер.
У 2000 році вийшов біографічний телефільм «Історія Одрі Гепберн», в якому Г'юїтт зіграла саму Одрі Гепберн, отримавши за свою гру суперечливі відгуки. У цьому році вона, як одна з найпопулярніших акторок на телебаченні, була обрана «обличчям» компанії «Nokia». У 2002 році разом з Джекі Чаном виконала головні ролі в комедійному бойовику «Смокінг», який в перший вікенд прокату зібрав 15 млн доларів, але в цілому не окупив свій бюджет в 60 млн.
З вересня 2005 року Г'юїтт знялась у головній ролі в телесеріалу «Та, що говорить з привидами». В Австралії він став хітом з перших серій, а в США кількість постійних глядачів становить 9-10 мільйонів.
На цей час Дженніфер Лав Г'юїтт випустила чотири музичні альбоми, які мали більший успіх у Європі та Японії, ніж у США. Її перший альбом вийшов лише в Японії, де Г'юїтт вважають попзіркою. Цей успіх саме в Японії пояснюють тим, що японці люблять веселу жваву музику.
У березні 2005 року фотографії Г'юїтт з'явилися в журналі «Maxim» і його галереї «Дівчата Максима». У травні 2006 року журнал назвав Г'юїтт під номером 29 у списку найсексуальніших жінок-знаменитостей Hot 100 [Архівовано 7 жовтня 2008 у Wayback Machine.].
2010 року Г'юїтт зіграла роль домогосподарки, яка змушена через фінансові проблеми стати повією, у телефільмі «Список клієнтів», за яку була номінована на премію «Золотий глобус» за найкращу жіночу роль мінісеріалу або телефільму.
Після народження другої дитини у 2015 році Дженніфер Лав Г'юїтт взяла творчу перерву на наступні три роки.

## Приватне життя
20 листопада 2013 року одружилася з актором Браяном Голлісеєм. У шлюбі народила троє дітей: донька Отем Джеймс (листопад 2013), сини Аттікус Джеймс (червень 2015) і Ейден Джеймс (вересень 2021).

## Нагороди
- Blockbuster Entertainment Award — Найбільш багатообіцяюча акторка (Я знаю, що ви скоїли минулого літа) (1998)
- Blockbuster Entertainment Award — Найкраща акторка (Я знаю, що ви скоїли минулого літа) (1998)
- People's Choice Award — Найкраща акторка в новому серіалі (Time of Your Life) (2000)
- Премія «Сатурн» за найкращу жіночу телероль — Найкраща телеакторка (Та, що говорить з привидами) (2007, 2008)

## Фільмографія
| Рік       | Назва                                   | Оригінальна назва                           | Роль                           |
| 2018-     | 9-1-1 (телесеріал)                      | 9-1-1                                       | Медді Баклі                    |
| 2014-2015 | Криміналісти: мислити як злочинець      | Criminal Minds                              | Кейт Келлаген                  |
| 2012      |                                         | Jewtopia                                    | Еллісон                        |
| 2010      | Кафе                                    | Café                                        | Клер                           |
| 2008      | Грім у тропіках                         | Tropic Thunder                              | Дженніфер Лав Г'юїтт (камео)   |
| 2007      | Дельго                                  | Delgo                                       | Принцеса Кайла (голос)         |
| 2007      | Диявол і Деніел Вебстер                 | Shortcut to Happiness                       | Диявол                         |
| 2006      | Гарфілд 2                               | Garfield: A Tail of Two Kitties             | Ліз                            |
| 2005-2010 | Та, що говорить з привидами             | Ghost Whisperer                             | Мелінда Гордон                 |
| 2005      | Щоденник кар'єристки                    | Confessions of a Sociopathic Social Climber | Катя Лівінгстон                |
| 2004      | Вся правда про кохання                  | The Truth About Love                        | Еліс Голбрук                   |
| 2004      | Гарфілд                                 | Garfield: The Movie                         | Ліз                            |
| 2004      | Якщо тільки                             | If Only                                     | Саманта Ендрюс                 |
| 2002      | Смокінг                                 | The Tuxedo                                  | Дел Блейн                      |
| 2001      | Горбун із Нотр-Даму 2                   | The Hunchback of Notre Dame II              | Маделейн (голос)               |
| 2001      | Пригоди хлопчика-мізинчика і Дюймовочки | The Adventures of Tom Thumb & Thumbelina    | Дюймовочка (голос)             |
| 2001      | Серцеїдки                               | Heartbreakers                               | Пейдж Коннерс / Джейн Гелстром |
| 1999      | Королі року                             | The Suburbans                               | Кейт                           |
| 1998      |                                         | Zoomates                                    | Гелен (голос)                  |
| 1998      | Не можу дочекатися                      | Can't Hardly Wait                           | Аманда Бекетт                  |
| 1998      | Я досі знаю, що ви скоїли минулого літа | I Still Know What You Did Last Summer       | Джулія Джеймс                  |
| 1998      | Розповідаючи тобі                       | Telling You                                 | Деб Фрейдмен                   |
| 1997      | Я знаю, що ви скоїли минулого літа      | I Know What You Did Last Summer             | Джулія Джеймс                  |
| 1997      | Троянська штучка                        | Trojan War                                  | Леа Джонс                      |
| 1996      | Домашній арешт                          | House Arrest                                | Брук Фіглер                    |
| 1993      | Дій, сестро 2                           | Sister Act 2: Back in the Habit             | Маргарет                       |
| 1993      | Маленька мільйонерка                    | Little Miss Millions                        | Гізер Лофтон                   |
| 1992      | Манчі                                   | Munchie                                     | Андреа Курц                    |

### Сингли
- З альбому Jennifer Love Hewitt
  - 1996: «No Ordinary Love»
- Із саундтреку до фільму «Я все ще знаю, що ви скоїли минулого літа»
  - 1999: «How Do I Deal» — #59 США
- З альбому BareNaked
  - 2002: «Barenaked» — #6 Австралія (золото)
  - 2003: «Can I Go Now» — #12 Австралія (золото)
  - 2003: «Hey Everybody»

### Саундтреки
- До Disney's Superstars Hits
  - 2002: «I'm Gonna Love You»
- До фільму «Якщо тільки»
  - 2003: «Love Will Show You Everything», «Take My Heart Back»